# Cethosia cydalima
Cethosia cydalima är en fjärilsart som beskrevs av Felder 1899. Cethosia cydalima ingår i släktet Cethosia och familjen praktfjärilar. Inga underarter finns listade i Catalogue of Life.